# Usapimnasi
Usapimnasi is een bestuurslaag in het regentschap Timor Tengah Selatan van de provincie Oost-Nusa Tenggara, Indonesië. Usapimnasi telt 775 inwoners (volkstelling 2010).